# Lovestrong.
lovestrong. è l'album di debutto della cantante statunitense Christina Perri, pubblicato il 10 maggio 2011 dall'etichetta discografica Atlantic Records. L'album è anticipato dai singoli Jar of Hearts e Arms.
L'album ha ricevuto critiche sia positive che negative. Le prime ammirano la voce mielosa di Christina, mentre le seconde criticano la monotonia dell'album, in quanto il tema principale è quello della fine di una storia d'amore. La voce della cantante è stata confrontata a quelle di Ingrid Michaelson, Natalie Merchant e una Colbie Caillat "più cupa".
lovestrong. è entrato alla quarta posizione della classifica statunitense vendendo circa 58 000 copie nella sua prima settimana. È inoltre entrato alla nona in Canada e alla quinta in Australia.

## Tracce
1. Bluebird (Christina Perri) - 3:49
2. Arms (Christina Perri) - 4:21
3. Bang Bang Bang (Christina Perri, Drew Lawrence, Barrett Yeretsian) - 3:05
4. Distance (Christina Perri, David Hodges) - 3:46
5. Jar of Hearts (Christina Perri, Drew Lawrence, Barrett Yeretsian) - 4:06
6. Mine (Christina Perri) - 3:33
7. Interlude (Christina Perri, David Hodges) - 0:51
8. Penguin (Christina Perri, John Anderson) - 4:36
9. Miles (Christina Perri, David Hodges, Greg Kurstin) - 4:04
10. The Lonely (Christina Perri, David Hodges) - 3:52
11. Sad Song (Christina Perri) - 4:29
12. Tragedy (Christina Perri, Nick Perri) - 4:40

Edizione deluxe
1. Backwards (Christina Perri, John Anderson) - 5:20
2. Black + Blue (Christina Perri) - 4:00
3. My Eyes (Christina Perri) - 4:16

## Classifiche
| Classifica (2011) | Posizione massima |
| ----------------- | ----------------- |
| Australia         | 5                 |
| Austria           | 7                 |
| Canada            | 9                 |
| Finlandia         | 25                |
| Germania          | 8                 |
| Irlanda           | 5                 |
| Portogallo        | 11                |
| Regno Unito       | 9                 |
| Stati Uniti       | 4                 |
| Svizzera          | 6                 |

### Classifiche di fine anno
| Classifica (2011) | Posizione |
| ----------------- | --------- |
| Australia         | 62        |
| Stati Uniti       | 136       |

## Pubblicazione
| Paese       | Data              | Formati               | Etichetta |
| ----------- | ----------------- | --------------------- | --------- |
| Canada      | 10 maggio 2011    | CD, download digitale | Atlantic  |
| Stati Uniti | 10 maggio 2011    | CD, download digitale | Atlantic  |
| Australia   | 8 luglio 2011     | CD, download digitale | Atlantic  |
| Regno Unito | 26 settembre 2011 | CD, download digitale | Atlantic  |